# Jan Barend Hendrik van Royen
Jan Barend Hendrik van Royen (Huissen, 9 mei 1830 - Nijmegen, 31 juli 1909) was een Nederlands militair met speciale belangstelling voor de waterbouwkunde.  Hij was een zoon van J.B. van Royen en H.J.H. van der Hoek. Hij had twee zonen uit relaties in het buitenland. In juli 1857 trouwde hij in Nijmegen met L.A. Bijleveld (1833–1915), met wie hij nog vier zonen kreeg.

## Militaire carrière
Hij werd in 1847 cadet aan de Koninklijke Militaire Academie in Breda en werd daar in juli 1851 benoemd tot luitenant bij de infanterie. Hij kwam naar het Nijmeegse garnizoen en werd in 1858 gedetacheerd bij de KMA, waar hij Frans doceerde. In maart 1862 werd hij weer overgeplaatst naar de infanterie en gedetacheerd bij de generale staf. In 1864 kwam hij als kapitein naar het garnizoen van Gorinchem, in 1867 naar Utrecht en in 1876 als majoor naar Gelderland, Arnhem. Op zijn verzoek werd hij op 10 september 1879 eervol ontslagen uit de militaire dienst. Dit was omdat hij ging samenwerken met ir. H. Overmars jr., de uitvinder van het pomprad.

## Pomprad

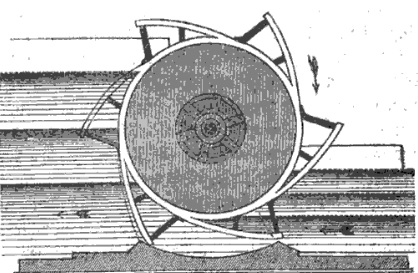
Pomprad - Overmars - 1871

Het pomprad is als het ware een Poncelet-wiel dat met enige mechanische kracht achteruit wordt aangedreven in een nauwkeurig aangepast kanaal. Tijdens zijn militaire dienst had hij al aan de afwatering gewerkt. Zijn grote belangstelling voor techniek bracht hem ertoe samen te werken met ir Overmars. Zij patenteerden hun Wateropvoeringswerktuig in 1871 in Utrecht. Het werd later ingezet in Pruisen, Italië en Hongarije. De belangrijkste toepassing was de landaanwinning van 5000 ha in de toenmalig Hongaarse stad Vršac. Na de overstroming van de Tisza in 1897 deden zij  ook suggesties om deze te voorkomen.
HIj had zich in de tijd dat hij nog in militaire dienst was zich al verdiept in dit soort opvoermiddelen, zoals blijkt uit zijn publicties:
- De waterhijschmolens. Eenvoudig toegelicht (Gorinchem 1866)[2]
- Het waterwerktuig genoemd pomprad ('s Gravenhage 1871)
- Drie open brieven aan dijkgraaf en hoogheemraden van Rijnland over de door de heren J.F.W. Conrad, L.A. Reuvens en T.J. Stieltjes, in commissie verenigd met den heer P. Maas Geesteranus voorgestelde stoombemaling met centrifugaalpompen te Katwijk aan zee. (Utrecht 1874)[3]

In de eerste brief had hij een vergelijkende beschouwing over centrifugaalpompen en pompraderen, toegepast op de bemaling van de polder Mastenbroek. In de tweede en derde brief beschouwd de brochure van van T.J. Stieltjes (Is Rijnland in gevaar?). Hierin stelt hij voor om Rijnland te bemalen met grote pompraderen. Daarop volgt nog een discussie, maar Van Royen krijgt zijn zin niet. 
- Biografisch Portaal: 76772584
- Nederlandse Thesaurus van Auteursnamen: 074864025
- Virtual International Authority File: 290867040
- WorldCat: E39PBJkTdWDf8VCWxBjGWypdcP